# Тынкобь
Тынкобь — посёлок в Братском районе Иркутской области России. Административный центр Тынкобского сельского поселения (упразднено). С 2018 года в составе межселенной территории. Находится на правом берегу реки Оки, примерно в 84 км к юго-юго-востоку (SSE) от районного центра, города Братска, на высоте 411 метров над уровнем моря.

## Население
По данным Всероссийской переписи, в 2010 году численность населения посёлка составляла 220 человек (101 мужчина и 119 женщин).

## Улицы
Уличная сеть посёлка состоит из 6 улиц.